# Distacco posteriore del vitreo
Il distacco posteriore del vitreo (abbreviato in inglese PVD, "Posterior vitreous detachment") è una patologia dell'occhio che comprende un'eccessiva distanza tra l'umor vitreo e la retina.

## Cause e fattori di rischio
L'umor vitreo è una parte gelatinosa dell'occhio costituita per il 99% da acqua e per l'1% da zuccheri. Esso riempie tutta la parte interna dell'organo ed è attaccato alla retina.
I maggiori fattori di rischio del distacco posteriore del vitreo sono l'età e la miopia. La patologia colpisce raramente le persone emmetropi giovani, mentre si presenta più spesso nelle persone di oltre 40 anni. Riscontrano frequentemente la patologia anche le persone miopi (soprattutto se superano le 6 diottrie), poiché l'eccessiva lunghezza del bulbo oculare deforma il vitreo.

## Sintomi
I sintomi del distacco posteriore del vitreo sono:
- miodesopsie;
- flash improvvisi (fotopsie);
- distacco della retina, nei casi più gravi.

## Trattamento
Non esiste un trattamento specifico per curare il distacco posteriore del vitreo. In caso di danni alla retina si consigliano interventi chirurgici per ripararli. Per rendere il difetto meno fastidioso si consiglia di trattarlo come le miodesopsie, bevendo molta acqua e seguendo una dieta ricca di frutta e verdura.